# Зозуля Тарас Васильович
Тара́с Васи́льович Зозу́ля (9 березня 1993 — 31 серпня 2014) — солдат Збройних сил України, учасник російсько- української війни.

## Життєвий шлях
Народився 1993 року в місті Стебник (Львівська область). Закінчив Стебницьку ЗОШ № 11. Кілька років грав у футбол за ФК «Стебник». 2012 року закінчив Дрогобицький нафтовий технікум. В 2012—2013 роках проходив строкову військову службу в 54-у окремому розвідувальному батальйоні. Надалі проходив військову службу за контрактом.
У часі війни — водій-електрик, 80-та окрема десантно-штурмова бригада.
31 серпня 2014-го загинув у бою біля Луганського аеропорту — лишився прикривати відхід групи з пораненими. Упізнаний батьком загиблого Тараса у Харківському моргу. 7 вересня 2014-го похований в місті Стебник на кладовищі по вулиці Мекелити. Відслужили панахиду 15 священиків за присутності тисяч небайдужих стебничан.
Без Тараса лишилися батьки, молодший брат, наречена.

## Нагороди та вшанування
За особисту мужність і героїзм, виявлені у захисті державного суверенітету та територіальної цілісності України, вірність військовій присязі під час російсько-української війни, відзначений — нагороджений
- орденом «За мужність» III ступеня (посмертно)
- нагрудним знаком «За оборону Луганського аеропорту» (посмертно)
- в січні 2015-го у Стебницькій ЗОШ № 11 відкрито пам'ятну дошку його честі
- у 2017 році відкрито музейну кімнаті імені Тараса Зозулі, також школа № 11 міста Стебник названа на ім'я героя Тараса Зозулі
- Народний Герой України (2020; посмертно)
- Його портрет розміщений на меморіалі «Стіна пам'яті полеглих за Україну» у Києві: секція 4, ряд 5, місце 6
- Вшановується 31 серпня на щоденному ранковому церемоніалі вшанування українських захисників, які загинули цього дня у різні роки внаслідок російської збройної агресії[1]
- 3 листопада 2016 року на сесії Дрогобицької міської ради прийнято рішення про присвоєння загальноосвітній школі № 11 міста Стебник ім'я Тараса Зозулі